# Tornade de Goderich en Ontario du 21 août 2011
La tornade de Goderich en Ontario de force F3 est issue d’un orage supercellulaire qui a traversé le sud du lac Huron et a frappé la région de Goderich dans la province de l'Ontario, au Canada, le 21 août 2011. La tornade a débuté comme une trombe marine sur le lac, puis a tracé un corridor de dommages de 19,5 km de longueur entre la rive du lac et le village de Londesborough, traversant le centre-ville historique de Goderich. La tornade fit une victime et 37 blessés, en plus de dommages matériels importants. Ce fut la première tornade F3 à frapper l’Ontario depuis 1996.

## Évolution météorologique
Le centre de prévision des intempéries du Service météorologique du Canada à Toronto et le Storm Prediction Center des États-Unis avaient émis un risque d’orages pour la région des Grands Lacs qu'ils partagent. L’instabilité était modeste et sous les limites pour donner des orages violents. Cependant un front froid s’approchait de la région et pouvait servir de déclencheur à de la convection plus organisée. Il apportait de l’air plus froid en altitude et l’humidité de surface était importante en cette saison ce qui portait les deux services à prévoir de la grêle de petit diamètre. Le cisaillement des vents ne semblait pas favorable à la formation d’une tornade.
Dès 11 h locale, des averses et orages se sont développés sur le sud-ouest de l’Ontario. D’abord faibles, ces précipitations ont augmenté d’intensité et de la grêle mêlée à de fortes ondées a été signalée de  Kitchener à Brampton au début de l’après-midi. Certains de ces orages causèrent des inondations très locales et des vents causant des dommages mineurs. Une faible tornade de force F1 fut également signalée à Gananoque, près de la voie maritime du Saint-Laurent, à 12 h 45. Elle fit quelques dommages le long de son corridor de 1,5 kilomètre de longueur et 60 mètres de largeur.
Au même moment, un orage intense affectait le nord du Michigan, dans le comté d'Alcona. Il donnait de la grêle de 5 cm (2 pouces) de diamètre et le radar météorologique montrait vers 13 h 30 locale un doublet de vitesses caractéristique d’un mésocyclone. La rotation s’est amplifié en passant au-dessus du lac Huron et un écho en crochet, indice de la possibilité d’une tornade, est apparu sur les images radars subséquentes. Comme l’orage approchait de la région de Goderich à une vitesse de 75 km/h, Environnement Canada émit une alerte de tornade à 15 h 48, 13 minutes avant que la tornade ne frappe la côte.

## Couloir de débris

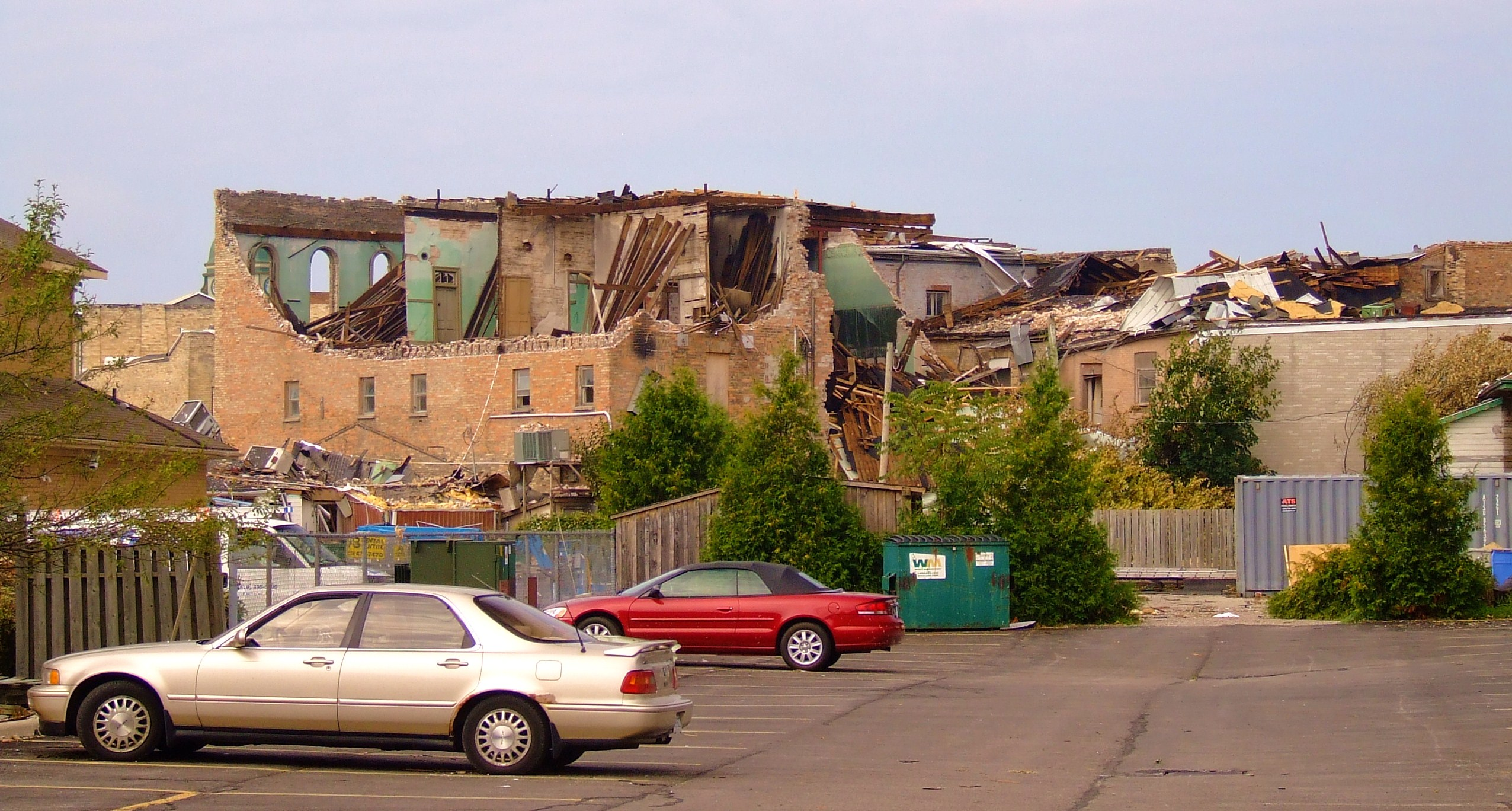
Édifices historiques grandement endommagés dans le centre-ville de Goderich

Dans les minutes précédant 16 h locale, l’orage supercellulaire s’approchait de la rive mais les photos et les vidéos pris à ce moment ne montrent aucun entonnoir nuageux, seulement un mur de pluie en rotation, comme ce fut le cas lors de la tornade de Barrie en 1985. La tornade frappa la rive à 16 h locale et les premiers dégâts furent enregistrés à la mine de sel Sifto sur l’île Indian à l’embouchure de la rivière Maitland : portion du toit de l’entrepôt de sel soufflé, bâtiments secondaires détruits, pièces métalliques de l’évaporateur de sel envolées.
Un grutier de 61 ans, Norman Laberge, se trouvait dans la cabine de l’appareil dans le port de Goderich lorsque la tornade est passée. Celle-ci jeta à terre l'appareil, le tuant. Malgré l'alerte, il n'avait pas eu le temps d'évacuer. Après avoir traversé la rivière, la tornade coupa la portion supérieure d’un élévateur à grain avant de faire une tranchée dans la forêt sur la falaise faisant face au lac Huron, puis elle se dirigea vers les quartiers juste au nord-ouest du centre-ville.

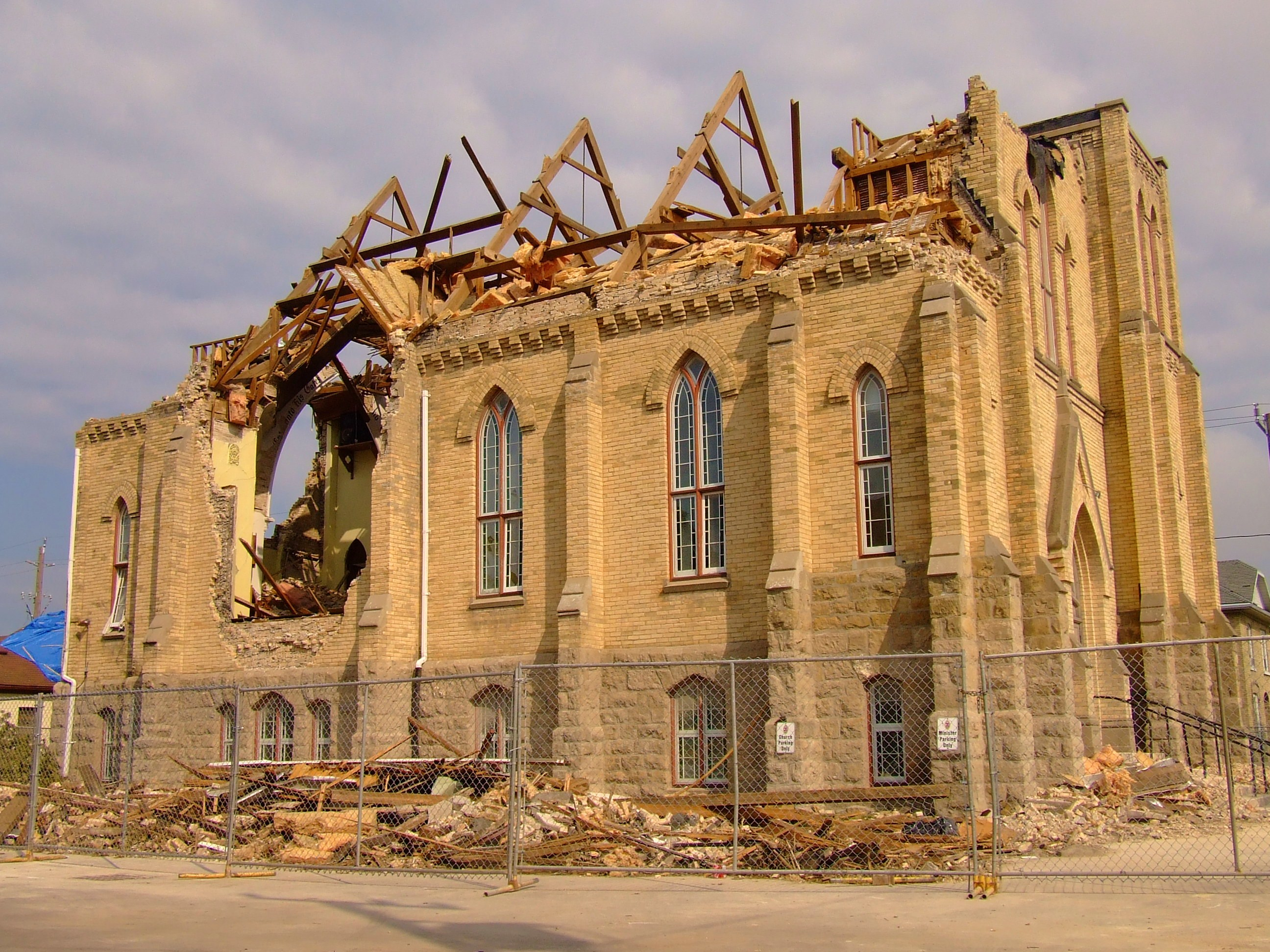
L’église unie de la rue Victoria après la tornade

Les poteaux électriques et les arbres furent cassés ou arrachés, les maisons perdirent leurs toits ce qui laissa les murs sans soutien et plusieurs s’effondrèrent. Dans le centre historique en forme d’octogone, les maisons centenaires en brique furent les plus endommagées par la tornade. Au minimum les fenêtres furent brisées et au pire, les toits et les étages supérieurs furent soufflés. Les dégâts les plus spectaculaires et les plus photographiés sont ceux de l’église unie du Canada de la rue Victoria, construite en 1878 en briques et très solide, dont on peut voir les restes dans la photo de gauche. Des débris tombèrent sur les automobiles stationnés, des véhicules furent retournés par les vents ou transpercés par les débris. Les arbres furent ébranchés par le vent et des pièces de métal ou d'autres objets s’enroulèrent autour de leur tronc.
Trois personnes furent blessées dans un lave-auto près de l’église unie quand le toit fut arraché. Deux d’entre elles étaient dans une camionnette donc les vitres furent brisées par les débris et l’autre, un homme sur une motocyclette Harley-Davidson, s’est fait casser les jambes quand il s’est retrouvé entre son véhicule et une partie du mur tombé. Les trois victimes avaient cherché refuge à cet endroit pour s’abriter des grêlons de la taille de balles de baseball (5 cm de diamètre) qui précédèrent la tornade.
Après avoir traverse la route 21, la tornade s’est retrouvée dans la partie la plus orientale de Goderich, au nord de la rue Elgin. Plusieurs maisons y ont été endommagées, surtout aux toits et fenêtres. Les revêtements en bardeau furent mitraillés par les débris et, pour certains, la peinture fut enlevée comme par un sablage. Les murs de certains édifices s’écoulèrent quand les toits furent arrachés et écrasèrent des automobiles. Des poteaux d’électricité en bois et des lampadaires en béton cassèrent.

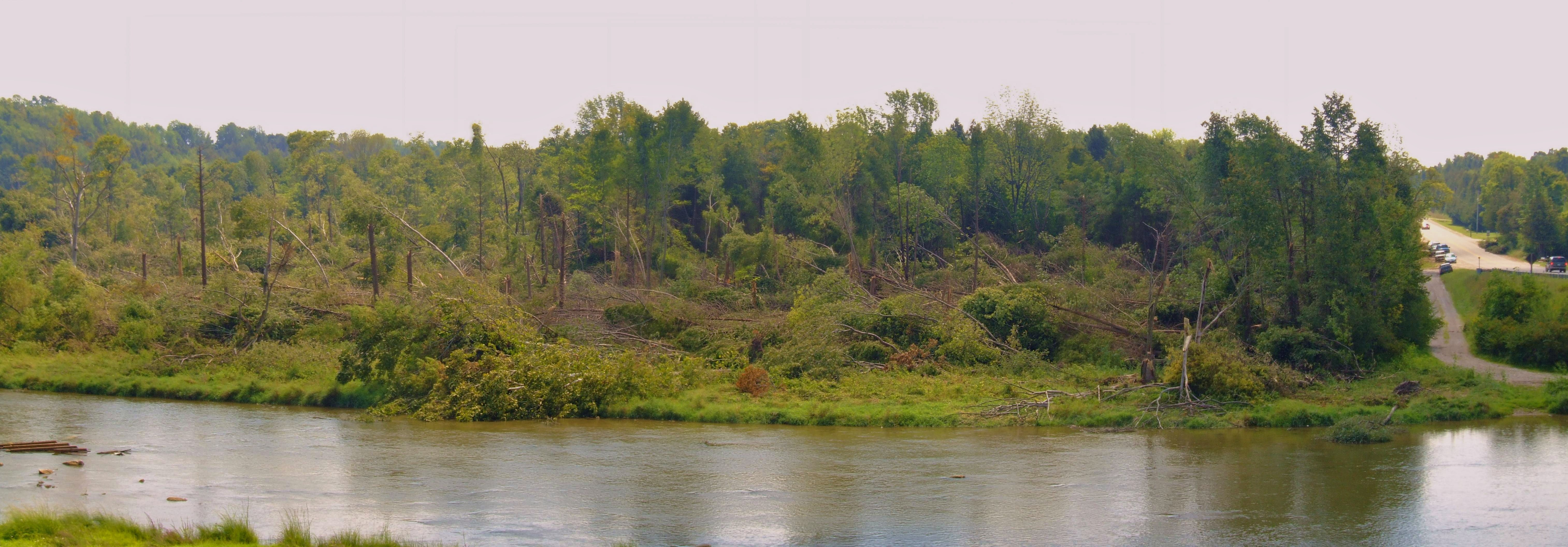
Corridor de la tornade à travers une zone boisée le long de la rivière Maitland

La tornade se dirigea ensuite vers l’est-sud-est et se dirigea le village de Benmiller, à environ 8 kilomètres de là, en suivant la rivière Maitland. L’entonnoir nuageux est alors devenu plus visible et s’élargit. Le corridor de dégâts atteignit 1 kilomètre de largeur à travers champs. Traversant Benmiller, elle causa encore des dommages, incluant le Benmiller Inn. Le terrain devenant vallonné, les dommages les plus importants furent notés sur les sections les plus en hauteur.
Après le village, la tornade est à nouveau passée à travers champs et commença à s’effriter. Ce sont surtout des branches, le sommet des arbres et les champs de maïs qui furent touchés. Dans ces derniers, la tornade traça un corridor de 200 mètres de largeur. Elle se dissipa entre la rue numéro 8 du comté de Huron et la route provinciale numéro 4, au sud-ouest du village de Londesborough.

## Épilogue

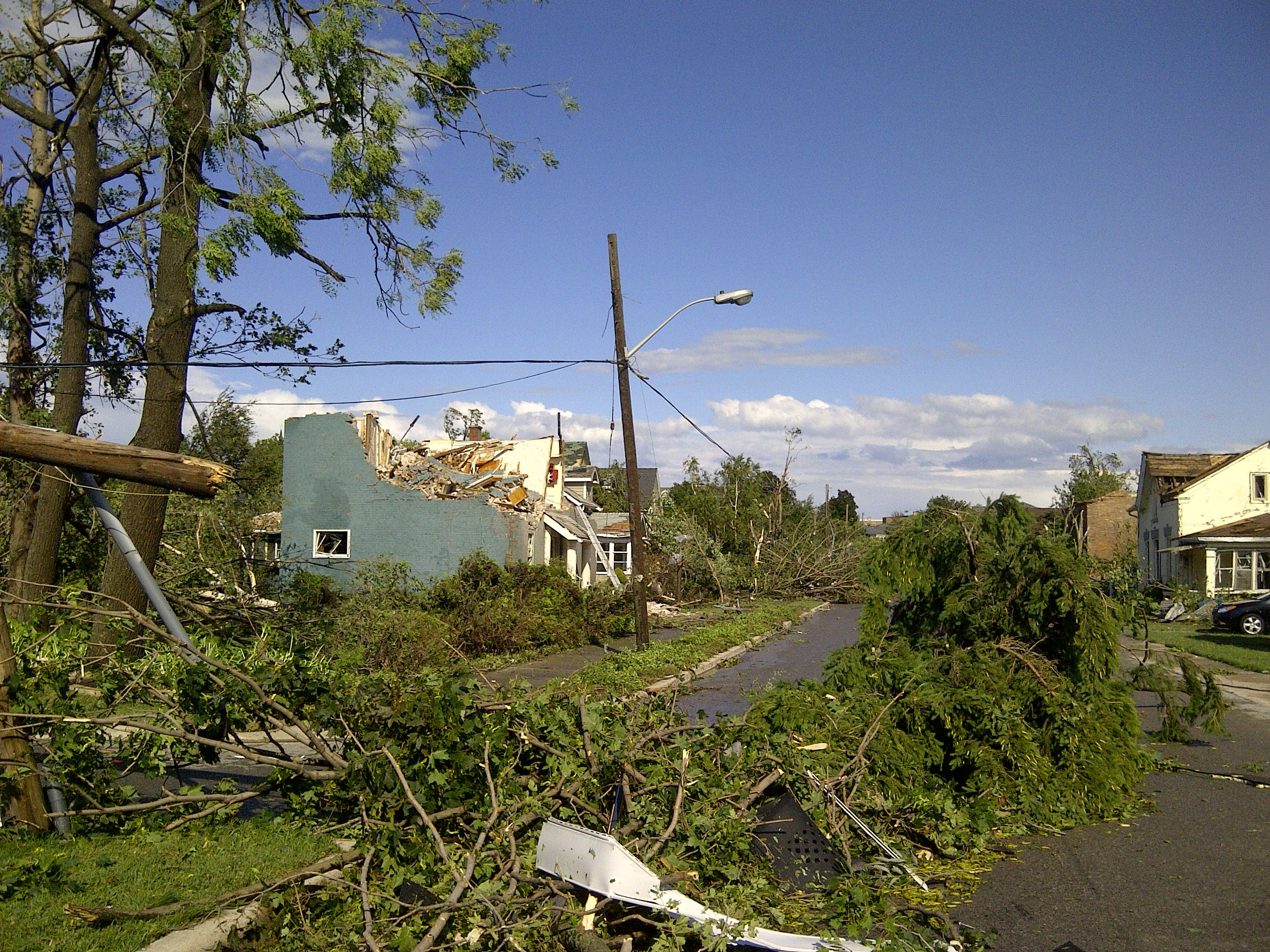
Rue jonchée de débris et maisons démolies

Après le passage de la tornade, les autorités de la ville ont déclaré l’état d’urgence et la police provinciale de l'Ontario ferma toutes les routes se rendant à Goderich, une ville de 8 000 habitants, pour permettre aux équipes de secours de retrouver les victimes, de dégager les rues des débris et de colmater les bris aux canalisations de gaz. Comme mentionné antérieurement, une personne perdit la vie, trente sept furent blessés et aucune autre ne furent portées manquantes,,. Le courant électrique fut rétabli dans les jours suivants, à mesure que les équipes d’Hydro One purent utiliser les routes dégagées.
Le premier ministre de l’Ontario, Dalton McGuinty, visita la zone sinistrée le lendemain des événements et promit 5 millions $CAN en assistance ce qui s’ajouta aux dons individuels et des commerces de la région,. Le processus de retour à la normale prendra plusieurs mois et la restauration des édifices historiques fut source de débat.